# موچیزوکی چیومه
موچیزوکی چیومه ((به ژاپنی: 望月 千代女 Mochizuki Chiyome)؛ قرن شانزدهم – تاریخ نامشخص) اهل ژاپن بود. او یک شاعر و از اشراف ژاپن بود. او به دلیل ایجاد گروهی از کونوایچی‌ها که در خدمت خاندان تاکدا بودند، معروف است.